# Fastlane (2016)
L’édition 2016 de Fastlane est un Premium Live Event de catch (lutte professionnelle) produit par la World Wrestling Entertainment, une fédération de catch américaine qui est télédiffusée et visible en paiement à la séance sur le WWE Network, ainsi que gratuitement sur la chaîne de télévision française AB1. L'événement a eu lieu le 21 février 2016 au Quicken Loans Arena à Cleveland (Ohio). Il s'agit de la seconde édition de Fastlane.

## Contexte
Les spectacles de la World Wrestling Entertainment (WWE) sont constitués de matchs aux résultats prédéterminés par les scénaristes de la WWE. Ces rencontres sont justifiées par des storylines – une rivalité avec un catcheur, la plupart du temps – ou par des qualifications survenues dans les shows de la WWE telles que Raw et SmackDown. Tous les catcheurs possèdent une gimmick, c'est-à-dire qu'ils incarnent un personnage gentil (Face) ou méchant (Heel), qui évolue au fil des rencontres. Un événement comme Fastlane est donc un événement tournant pour les différentes storylines en cours,.

### Roman Reigns contre Dean Ambrose contre Brock Lesnar
Lors du Royal Rumble, Triple H remporte le royal rumble match en éliminant en dernier Dean Ambrose et en remportant le WWE World Heavyweight Championship. La nuit suivante à Raw, Stephanie McMahon annonce un Triple Threat match avec Dean Ambrose, l'ancien champion Roman Reigns et Brock Lesnar lors de l'événement[réf. nécessaire].

### Kalisto contre Alberto Del Rio
Lors du Royal Rumble, Kalisto bat Alberto Del Rio et remporte le championnat des États-Unis de la WWE. Le 1er février à Raw, il est annoncé que Kalisto défendra son titre face à Del Rio. Le 15 février à Raw, Del Rio défie Kalisto dans un Two Out of Three Falls match[réf. nécessaire].

### Chris Jericho contre AJ Styles
Lors du Royal Rumble, AJ Styles fait sa premiere apparition a la WWE. Chris Jericho entame alors une rivalité avec lui, un premier combat a lieu à Raw où AJ Styles remporte le match. Chris Jericho lui propose alors une revanche à Smackdown où ce dernier remporte le combat, le résultat des confrontations entre les deux hommes est de 1-1. Pour se départager, AJ Styles propose d'en finir lors de l'événement.

### Charlotte contre Brie Bella
Le 1er février à Raw, Brie Bella bat la championne des Divas de la WWE Charlotte. La semaine suivante à Raw, il a été annoncé que Charlotte défendrait son titre face à Brie Bella[réf. nécessaire].

### Sasha Banks et Becky Lynch contre Tamina et Naomi
Le 1er février à Raw, Sasha Banks annonce sa rupture avec l'équipe B.A.D. provoquant ses anciennes coéquipières Naomi et Tamina, elles attaquent Banks pendant son match face à Becky Lynch. Becky Lynch vient en aide à Banks, la mise en place d'un match par équipe est annoncé[réf. nécessaire].

### Kevin Owens contre Dolph Ziggler
Le 15 février à Raw, Kevin Owens remporte le WWE Intercontinental Championship dans un match comportant Stardust, Tyler Breeze, Dolph Ziggler et Dean Ambrose, le champion en titre[réf. nécessaire]. Plus tard dans la soirée, il est annoncé que Kevin Owens défendra son titre face à Dolph Ziggler[réf. nécessaire].

## Tableau des matchs
| Ordre par numéros | Résultat | Stipulation(s)                                                                                                   | Temps |
| --- | --- | --- | ----- |
| 1P | Kalisto (c) bat Alberto del Rio (2-1)                                                                            | 2 Out of 3 Falls match pour le WWE United States Championship                                                    | 15:02 |
| 2 | Becky Lynch et Sasha Banks battent Team B.A.D (Naomi et Tamina) par soumission                                   | Tag Team match                                                                                                   | 09:50 |
| 3 | Kevin Owens (c) bat Dolph Ziggler                                                                                | Match simple pour le WWE Intercontinental Championship                                                           | 15:10 |
| 4 | Big Show, Kane et Ryback battent The Wyatt Family (Braun Strowman, Erick Rowan et Luke Harper) (avec Bray Wyatt) | 6-Man Tag Team match                                                                                             | 10:37 |
| 5 | Charlotte (c) (avec Ric Flair) bat Brie Bella                                                                    | Match simple pour le WWE Divas Championship                                                                      | 12:30 |
| 6 | AJ Styles bat Chris Jericho                                                                                      | Match simple | 16:25 |
| 7 | Curtis Axel (avec Adam Rose, Heath Slater et Bo Dallas) bat R-Truth                                              | Match simple | 02:23 |
| 8 | Roman Reigns bat Brock Lesnar (avec Paul Heyman) et Dean Ambrose                                                 | Triple Threat match Le gagnant affrontera Triple H pour le WWE World Heavyweight Championship à WrestleMania 32. | 16:49 |
| La lettre C placée entre parenthèses désigne la personne ou l’équipe championne en titre. P – indique que le match a eu lieu lors du pré-show | | |       |